# Megan Armitage
Megan Armitage, née le 12 août 1996, est une coureuse cycliste irlandaise.

## Biographie
Alors qu'elle est étudiante en France, Megan Armitage découvre le cyclisme à l'occasion d'un séjour avec des amis dans les Pyrénées. Durant les confinements liés à la pandémie de Covid-19, elle se consacre de plus en plus à cette pratique. 
Ses bonnes performances dans l'équipe IBCT, dont une 2e place au championnat d'Irlande 2021, ainsi qu'une 11e place sur le Tour de l'Ardèche, lui permettent de signer un contrat professionnel avec l'équipe Arkéa,.

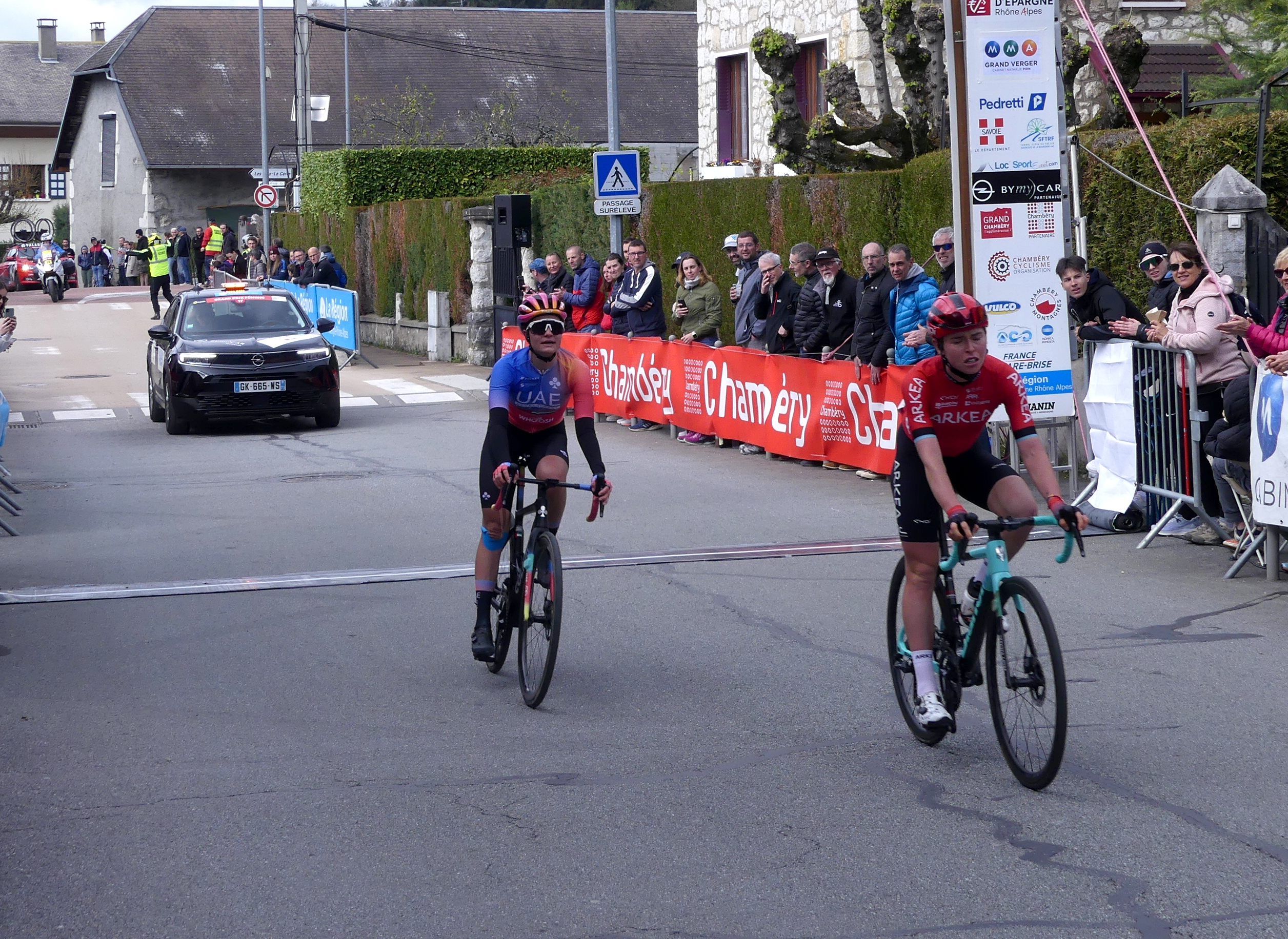
Passage de la ligne d'arrivée du Grand Prix de Chambéry 2023.

En 2023 elle gagne le classement général et la 3e étape du Tour d'Estrémadure. Elle termine également 4e du Grand Prix de Chambéry.
L'année suivante, elle rejoint l'équipe EF-Oatly-Cannondale. Elle est sélectionnée pour la course en ligne des Jeux olympiques de Paris 2024 où elle se classe 35e.
Elle met un terme à sa carrière en avril 2025.

## Palmarès sur route
- 2021
  - 2e du championnat d'Irlande sur route[4]
- 2023
  - Tour d'Estrémadure féminin[6] : 
    - Classement général
    - 3e étape

  - 3e du championnat d'Irlande sur route

### Classements mondiaux
| Année                                 | 2020 | 2021 | 2022 | 2023 | 2024 |
| ------------------------------------- | ---- | ---- | ---- | ---- | ---- |
| Classement UCI                        | 561e | 499e | 447e | 192e | nc   |
| UCI World Tour                        | nc   | nc   | nc   | 300e | 357e |
|                                       |      |      |      |      |      |
| Légende : nc = non classéSource : UCI |      |      |      |      |      |